# Triades galloises

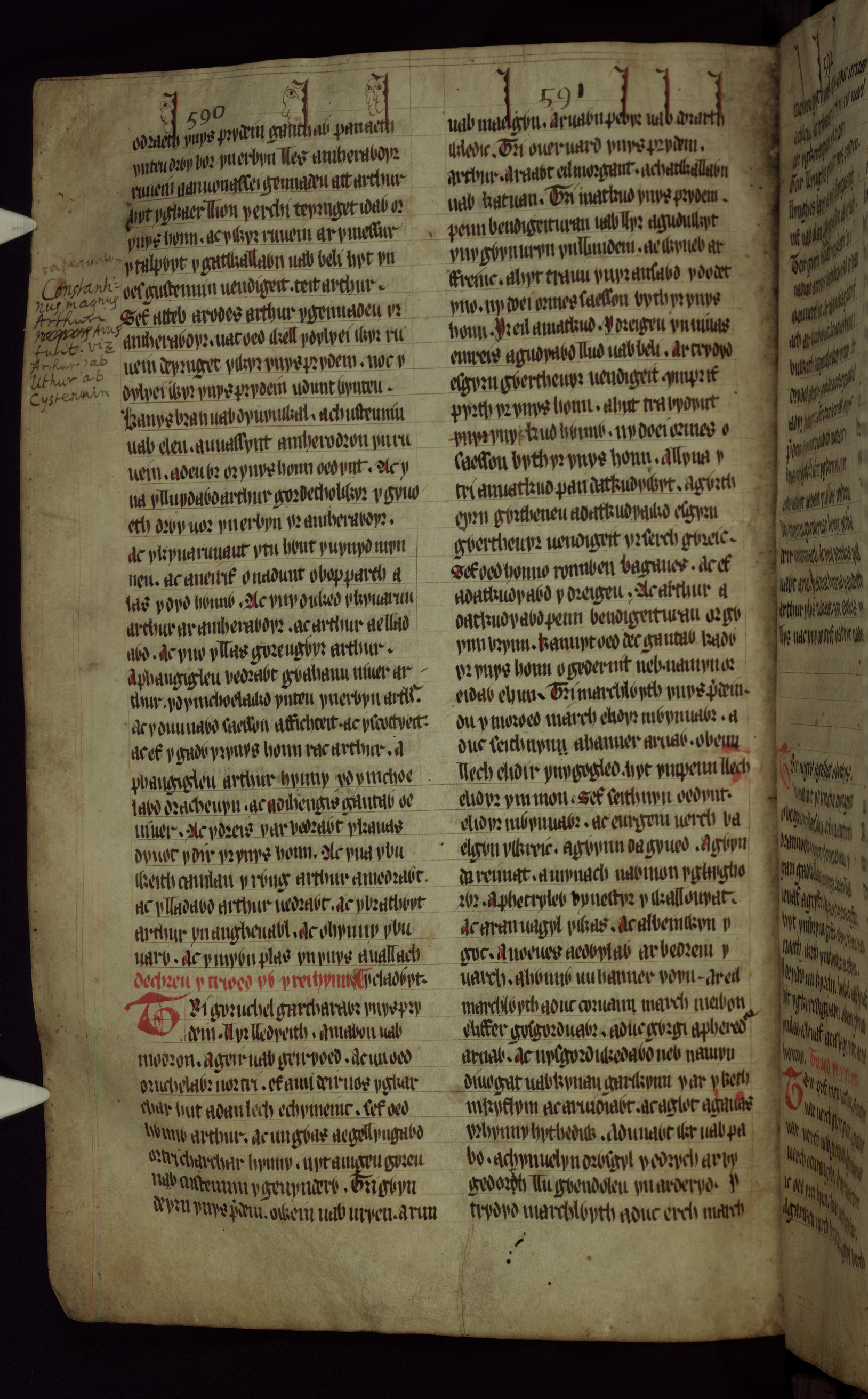
Manuscrit Gallois médiéval du 14-15e siècle

Les Triades galloises (en langue galloise Trioedd Ynys Prydein, signifiant littéralement « Triades de l'île de Bretagne ») sont un groupe de textes inclus dans des manuscrits médiévaux gallois, dans lesquels sont conservés des fragments de culture galloise ancienne concernant l'histoire aussi bien que la mythologie celtique. Il s'agit de listes de personnages groupés par trois selon une caractéristique commune (ex: Les trois beaux princes de l'île de Bretagne : Owain mab Urien, Rhun mab Maelgwn, Rhufawn mab Dewrarth Wledig, le Radieux). Parfois la triade est suivie d'un texte les détaillant ou développant leur légende. Ces triades seraient un regroupement par thème effectué par les bardes pour favoriser la mémorisation des récits.

## Contenu
Les  textes contiennent des  références au roi Arthur et à d’autres personnages de Bretagne insulaire ou de Bretagne armoricaine
- soit légendaires comme  le géant Bendigeidfran (en français Bran le Béni)
- soit historiques, comme Alain IV de Bretagne, Duc de Bretagne (qui est nommé Alan Ffyrgan, en breton Alan Fergan) et des personnages anciens comme Caswallawn (Cassivellaunos) et Caradawg (Caratacos).

Elles attestent ainsi de l'ancienneté et d'une continuité d'une tradition culturelle et littéraire bretonne des deux côtés de la Manche. 
Certaines  triades ne donnent que des listes de trois personnages qui ont quelque chose en commun, (ainsi « les trois poètes frivoles de l'île de Bretagne ») alors que d'autres donnent quelques explications. Il semble que ces  triades sont nées chez les poètes  gallois de l'époque comme procédé mnémotechnique dans la composition de poèmes et contes, puis sont devenues forme rhétorique de la littérature galloise médiévale, dont on retrouve un écho dans certaines pièces bretonnes du Barzaz Breiz. 
Le conte Culhwch ac Olwen  comporte ainsi plusieurs triades[réf. nécessaire].

## Anciens recueils
Le recueil le plus ancien de triades galloises est contenu dans le  manuscrit Peniarth 16, aujourd'hui dans la National Library of Wales, que l’on date du troisième quart du XIIIe siècle et qui contient 46 des 86 triades éditées par Rachel Bromwich. 
D’autres  manuscrits importants contiennent  le Peniarth 45 (écrit vers 1275), avec 
- le  Livre Blanc de Rhydderch  (en gallois : Llyfr Gwyn Rhydderch)
- le  Livre Rouge de Hergest  (en gallois : Llyfr Coch Hergest).

## Autres recueils
Au XVIIIe siècle, l'écrivain et érudit gallois Iolo Morganwg rassembla une collection de triades, qu’il assurait avoir recueillies dans des collections de manuscrits anciens. Certaines sont en accord avec ce que l'on trouvé dans les manuscrits médiévaux ; d’autres sont des synthèses pédagogiques. La Troisième Série dite "du Barddas" est une doctrine personnelle de Iolo, bien qu'on y trouve des éléments anciens. Il n'y est question ni de druides, ni de bardes (mais elles ont été tirées dans ce sens par l'éditeur Rvd AbIthel). Une analyse de ces triades a été faite par Ph. Jouët qui les a replacées dans le cadre de la redécouverte des littératures antiques et du revival du XVIIIe siècle. William Probert en fit en 1807 une traduction, sous le nom de Triads of Britain.